# Indian Removal Act
(Promessa di proprietà della terra che Andrew Jackson fece ai Choctaw per costringerli ad abbandonare le loro terre.)

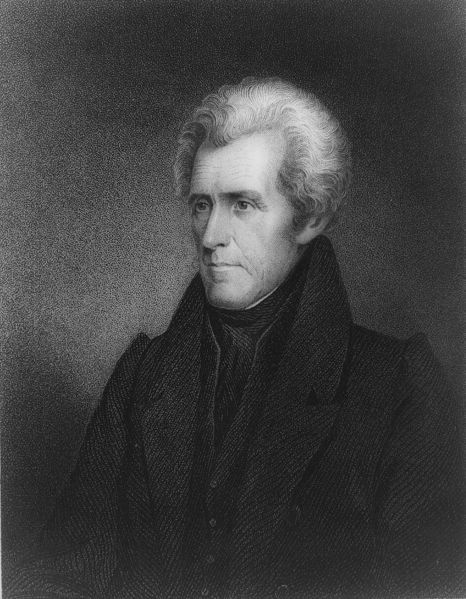
Il presidente Andrew Jackson, promotore dell'Indian Removal Act

L'Indian Removal Act (lett. "legge per la rimozione degli indiani") è una delle leggi emanate dal governo degli Stati Uniti d'America, promulgata dal presidente Andrew Jackson il 28 maggio 1830, che prevedeva la rimozione e deportazione delle tribù native americane originarie degli Stati Uniti orientali verso i territori ad ovest del fiume Mississippi.
Nell'arco di circa dieci anni, più di 60.000 nativi americani provenienti da almeno 18 tribù furono costretti ad abbandonare le loro terre ancestrali per spostarsi ad ovest del Mississippi in quella che gli storici contemporanei definiscono una vera e propria operazione di pulizia etnica.

## Storia
L'Indian Removal Act venne fortemente sostenuta dagli Stati meridionali, dove la popolazione era ansiosa di entrare in possesso di vaste estensioni di terreno incolte occupate dalle Cinque Tribù Civilizzate. In particolare la Georgia, il più grande Stato a quell'epoca, era coinvolta in un contenzioso coi Cherokee. Il presidente Jackson, che sosteneva la deportazione degli indiani per ragioni di sicurezza nazionale, sperava che uno spostamento dei nativi americani, su base volontaria, avrebbe potuto risolvere la crisi della Georgia. I capi indiani stavano però subendo pressioni affinché firmassero trattati che ne prevedessero l'espulsione.
La maggior parte degli osservatori comprese che l'approvazione della legge avrebbe comportato l'allontanamento di moltissimi indiani dalle loro terre d'origine. La maggior parte dei bianchi americani era a favore dell'approvazione della legge di deportazione, ma il dibattito era acceso: molti missionari cristiani, tra cui Jeremiah Evarts, erano decisamente contrari. Il senatore Theodore Frelinghuysen ed il deputato del Tennessee David Crockett si dichiararono apertamente contro la legge. L'approvazione da parte del Congresso avvenne dopo un dibattito molto serrato.
I trattati stipulati grazie alla nuova legge aprirono la strada all'allontanamento di decine di migliaia di nativi americani verso l'ovest degli Stati Uniti. Il primo risultato tangibile della legge fu il trattato di Dancing Rabbit Creek, con il quale il 27 settembre 1830 gli indiani Choctaw del Mississippi cedettero le terre ad est del fiume in cambio di denaro e terreno sulla sponda ovest dello stesso fiume. Il trattato di New Echota, firmato nel 1835, diede luogo alla deportazione dei Cherokee lungo il sentiero delle lacrime.